# Jaszczur (postać)
Jaszczur (ang. Lizard; prawdziwe nazwisko Curt Connors) – fikcyjna postać (złoczyńca) z komiksów o przygodach Spider-Mana, wydawanych przez Marvel Comics. Został stworzony przez Stana Lee i Steve'a Ditko. Zadebiutował w The Amazing Spider-Man vol. 1 #6 (listopad 1963).

## Życiorys
Curt Connors urodził się w Coral Gables na Florydzie. Był utalentowanym chirurgiem, który jako oficer wojskowy został wysłany na wojnę. Tam stracił prawą rękę. Po powrocie do cywilnego życia zajął się badaniami. Ogarnęła go obsesja odkrycia sekretu umiejętności odrastania kończyn, jaką posiadają gady. W końcu opracował eksperymentalne serum na podstawie DNA gadów. Po spożyciu przez niego serum jego ramię odrosło. Jednak zażycie formuły poskutkowało również efektami ubocznymi - po jakimś czasie Connors zamienił się w Jaszczura. Jako człowiek, jest nieszkodliwy i uczynny. Gdy zmienia się w Jaszczura, pragnie zamienić ludzi w inne Jaszczury. Albo stworzyć cywilizację Jaszczurów, która wyprze ludzi. Po powrocie do ludzkiej postaci, robi wszystko aby przeszkodzić swojemu alter ego w pojawieniu się.

### Wygląd i moce
Connors w postaci Lizarda ma ponad 2 metry wzrostu i długi, silny ogon, który stanowi jego główną broń. Z wyglądu przypomina humanoidalną jaszczurkę lub dinozaura. Jest szybszy i zwinniejszy od zwykłych ludzi i potrafi wspinać się po ścianach dzięki długim pazurom.

## Adaptacje
W filmach kinowych Spider-Man 2 i Spider-Man 3 (wszystkie w reżyserii Sama Raimiego) w rolę dr. Connorsa wcielił się Dylan Baker. W filmie Niesamowity Spider-Man (The Amazing Spider-Man) rolę dr. Connorsa/Jaszczura zagrał Rhys Ifans.